# Dia de l'Estudiant
El Dia de l'Estudiant és una festa commemorada a diversos països encara que l'efemèride exacta que s'observa difereix a cada país, aquesta celebració sol estar relacionada amb la joventut i la primavera.

## Argentina
Es commemora el 21 de setembre i si bé coincideix amb el dia de la primavera, la veritable raó de l'elecció d'aquesta data és que en aquest dia de 1888 van arribar a Buenos Aires les restes repatriades del pròcer Domingo Faustino Sarmiento (15 de febrer de 1811 – 11 de setembre de 1888), qui durant la seva presidència va ser responsable de la construcció de més de 801 escoles. Aquest dia els alumnes de les escoles de secundària no assisteixen a classe.

## Xile
L'11 de maig se celebra el Dia de l'Alumne, establert mitjançant el decret 147 de 1992 del Ministeri d'Educació; aquest dia recorda la publicació del decret suprem 524 de 1990 del Ministeri de l'Interior, que va aprovar una nova versió del reglament que permet als estudiants de secundària formar centres d'alumnes.
Generalment, els col·legis, instituts i escoles festegen aquesta efemèride mitjançant una cerimònia amb professors i estudiants; s'efectuen competències internes i activitats recreatives per als estudiants, com espectacles artístics i jocs esportius. Aquest dia no és commemorat a l'educació superior, perquè el decret esmentat restringeix l'àmbit d'aquest dia als establiments educatius d'ensenyament bàsic i mitjana.

## Colòmbia
A Colòmbia, el dia 8 i 9 de juny es commemora el dia de l'estudiant caigut, dia de l'estudiant revolucionari o dia de l'estudiant en tot el país.
La celebració commemora l'assassinat de diversos estudiants de la Universitat Nacional els qui en el seu moment van alçar la veu de protesta en contra de fets de corrupció dels governs de torn i en exigència de garanties i llibertats per a l'educació superior a Colòmbia.

## Cuba
A Cuba se celebra el dia 17 de novembre amb activitats als diferents centres estudiantils des de l'ensenyament preuniversitari fins als centres universitaris. Normalment o no s'assisteix a classe o es realitza una trobada a la tarda per a celebracions i actes commemoratius protagonitzats pels estudiants, professors i qui vulgui unir-se.
La data a Cuba ve donada en commemoració a la resistència dels estudiants de Praga contra la invasió nazi a la mateixa data de l'any 1939.

## Espanya
Té lloc el 17 de novembre. Durant aquest dia es realitzen diverses activitats als centres educatius (taules de debat, assemblees de decisió, activitats de conscienciació social) en les quals es reivindica la figura de l'estudiant com a membre actiu de la Comunitat Educativa (formada per l'alumnat, els pares i les mares i el professorat juntament amb l'administració).

## Mèxic
L'origen del dia de l'estudiant es remunta a l'any 1929 quan els estudiants de l'actual Universitat Nacional Autònoma de Mèxic, es van començar una vaga a favor de l'Autonomia Universitària.

## Nicaragua
A Nicaragua, per Decret No. 1487 del 18 de juliol de 1984 i publicat en La Gaseta Núm. 153 del 10 d'agost del mateix any, es va declarar el 23 de juliol "Dia Nacional de l'Estudiant Nicaragüenc", data que és recordada als centres d'ensenyament dels nivells d'educació primària, secundària i universitària del país en honor de les lluites del moviment estudiantil universitari nicaragüenc.

## Panamà
A Panamà, aquest dia se celebra el 27 d'octubre de cada any. En aquesta data, els estudiants dels graus superiors de l'escola o col·legi al qual pertanyen, reemplacen als mestres o professors. Cada professor té la tasca de buscar entre els seus millors alumnes un reemplaçament per a ell. A més, l'estudiant que posseeix el major índex acadèmic, fa el paper de director.

## Puerto Rico
A Puerto Rico, se celebra el dijous abans del segon diumenge de maig o Dia de la Mare. En aquest dia es realitzen activitats esportives o dies de jocs, i també es fa una festa per compartir entre estudiants, mestres i personal no docent.